# Gnathocera angustata
Gnathocera angustata är en skalbaggsart som beskrevs av Hermann Julius Kolbe 1892. Gnathocera angustata ingår i släktet Gnathocera och familjen Cetoniidae. Inga underarter finns listade i Catalogue of Life.